# Galaxia activa

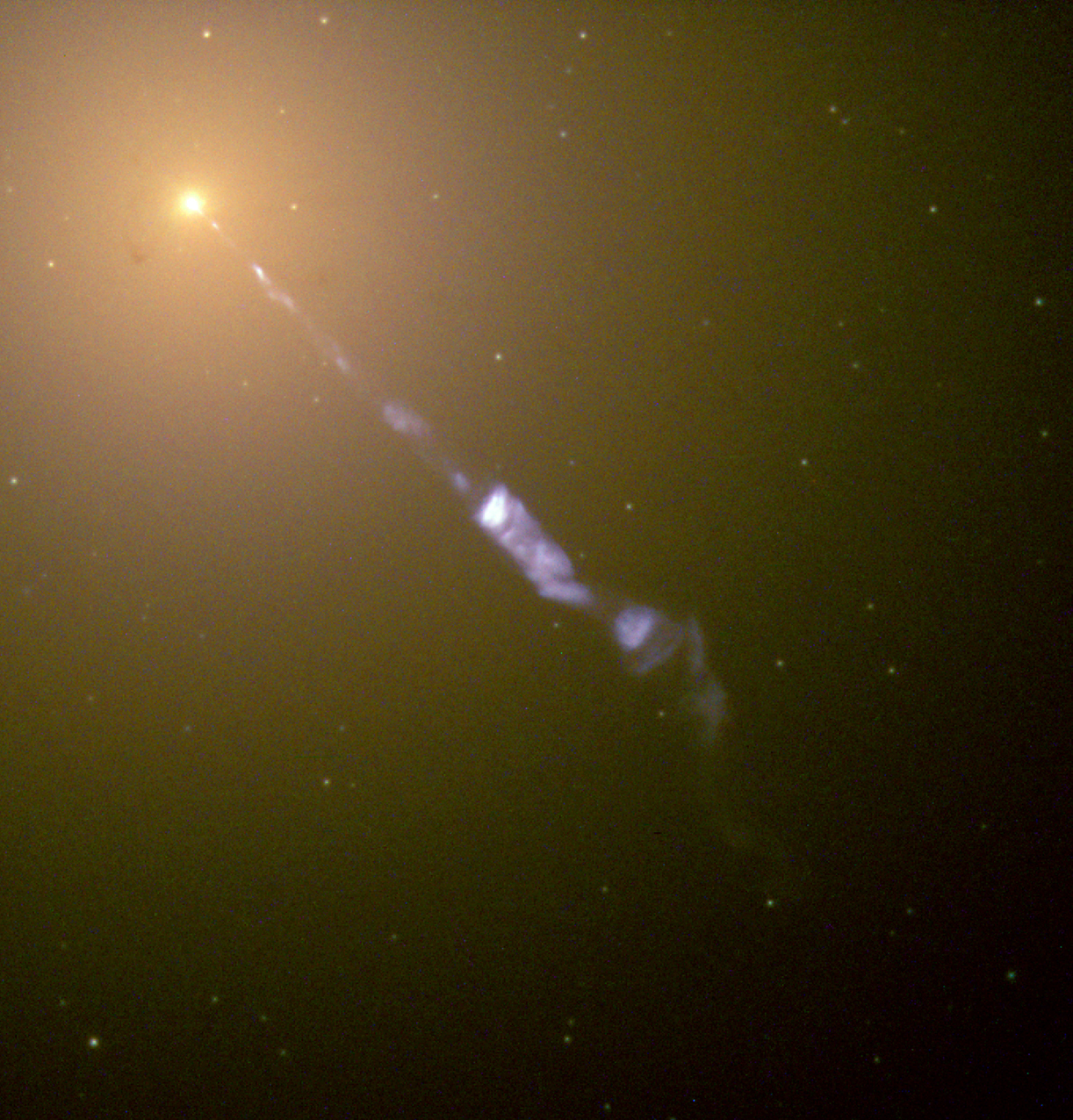
Telescopio espacial Hubble Imagen de un chorro de 5000 años-luz de longitud que está siendo eyectado del núcleo activo de la galaxia M87 (una radiogalaxia). La radiación de sincrotrón del chorro (azul) contrasta con la luz estelar de la galaxia albergadora (amarillo). Crédito: HST/NASA/ESA

Una galaxia se dice activa cuando una fracción significativa de la radiación electromagnética que emite no es debida a los componentes "normales" de una galaxia (estrellas, polvo y gas interestelar), estas liberan radiación (tanto radiación luminosa como de otro tipo).
El término núcleo activo de galaxia (AGN, por sus siglas en inglés) se usa frecuentemente para denominar este tipo de objeto, ya que la energía emitida por las galaxias activas se debe aparentemente a una región compacta en su centro. En algunos casos, esta región central emite chorros de partículas que se extienden por grandes distancias, provocando emisión desde regiones extendidas, si bien en todos los casos la fuente última de la energía emitida es la región central.
El modelo teórico más aceptado unifica distintos tipos de objetos, tales como galaxias seyfert, quasares y blazares, los que aparentan ser distintos debido al ángulo de inclinación en el cielo.
Según el modelo unificado, la energía se genera por materia (gas y polvo) que cae a un agujero negro supermasivo, de entre {\displaystyle 10^{6}} y {\displaystyle 10^{9}} masas solares. El material al caer forma un disco de acreción, debido a la conservación de momento angular. El calentamiento por fricción causa que el material se transforme en plasma y genere un campo magnético a través del mecanismo alfa. La acreción es altamente eficiente para transformar materia en energía, pudiendo convertir hasta la mitad de la masa en reposo de la materia en energía (en comparación, por ejemplo, al pequeño porcentaje de eficiencia de la fusión nuclear).
Se cree que cuando el agujero negro ha consumido todo el gas y polvo de su vecindad, la galaxia activa deja de emitir grandes cantidades de energía y se transforma en una galaxia normal. Este modelo se apoya en lo que parece ser un agujero negro supermasivo sin actividad en el centro de la Vía Láctea y otras galaxias cercanas. También este modelo explica el hecho de que los quasares sean mucho más frecuentes en el universo temprano.
Las galaxias activas se dividen en dos grupos: las que resultan muy brillantes al ser observadas con un radiotelescopio (radio-loud AGN) y las que no (radio-quiet AGN).

## Historia
En 1909 Edward A. Fath descubre líneas de emisión en un espectro de la "nebulosa espiral" NGC 1068. El espectro se componía de líneas de absorción junto con líneas de emisión como las que se veían en las nebulosas gaseosas. Carl K. Otros estudios espectroscópicos realizados por astrónomos como Vesto Slipher, Milton Humason y Nicholas Mayall notaron la presencia de líneas de emisión inusuales en algunos núcleos de galaxias. Seyfert descubre en 1943 que algunas galaxias tienen un núcleo, en apariencia puntual, que es el originario de estas líneas de emisión. Este es el primer trabajo sistemático en busca de este tipo especial de galaxias. La emisión de estas galaxias era muy parecida a las líneas de emisión de una nebulosa planetaria sobreimpresas a un espectro típico de una estrella como el Sol (tipo G). La anchura de las líneas es atribuida por Seyfert al desplazamiento Doppler, de esta manera se obtienen velocidades de hasta 8500 km/s en la zona nuclear. Esto se correspondería con un gas muy caliente que se mueve a alta velocidad, en contraste con los 300 km/s a los que se mueven como promedio las estrellas y el gas de una galaxia espiral normal. A este tipo de galaxias se les denomina galaxias Seyfert.
En los años 50 y 60 las galaxias activas adquieren un papel importante en la astronomía que llega hasta hoy día. Tras el desarrollo inicial de la radioastronomía por los pioneros en esta área como Jansky y Reber se empiezan a realizar las primeras exploraciones del cielo en radio, buscando posiciones precisas de las fuentes y la identificación óptica de estas. Smith en 1951 obtiene posiciones precisas para Cyg A, Cas A y otras fuentes. Con estas posiciones, Baade y Minkowski en 1954 identifican ópticamente Cyg A y Cas A, pudiendo estimarse sus distancias a partir de sus espectros. Se observan galaxias muy distorsionadas como el origen de esta emisión. Estas fuentes presentaban luminosidades altísimas en radio, incluso más fuertes que en visible. Se descubren más tarde un tipo de galaxias con núcleos muy brillantes en longitudes de onda de radio, a las que llamarían "radio estrellas", que, tras comprobar que eran fuentes extragalácticas pasan a denominarse cuásares. Estos cuásares son galaxias del tipo de Cyg A situados a grandes distancias.
Sandage (1965) encuentra una gran población de objetos que, aún sin tener una emisión fuerte en radio, se asemeja en todos los demás aspectos a los cuásares. Estos objetos presentan una gran emisión en ultravioleta (UV) con respecto al óptico y son conocidos como QSO (de Quasi-Stellar Objets). Se encuentra un paralelismo entre estos objetos, situados en núcleos de galaxias muy lejanas, con las galaxias Seyfert. Más tarde se encuentran galaxias emisoras de radio de un tipo denominado BL Lac, galaxias con regiones nucleares emisoras de baja ionización (LINERs) y otras galaxias con una fenomenología parecida. Todas las características comunes llevaron a postular la idea de un origen común de todos estos diferentes objetos englobándolos dentro del concepto de AGN.

## Modelos

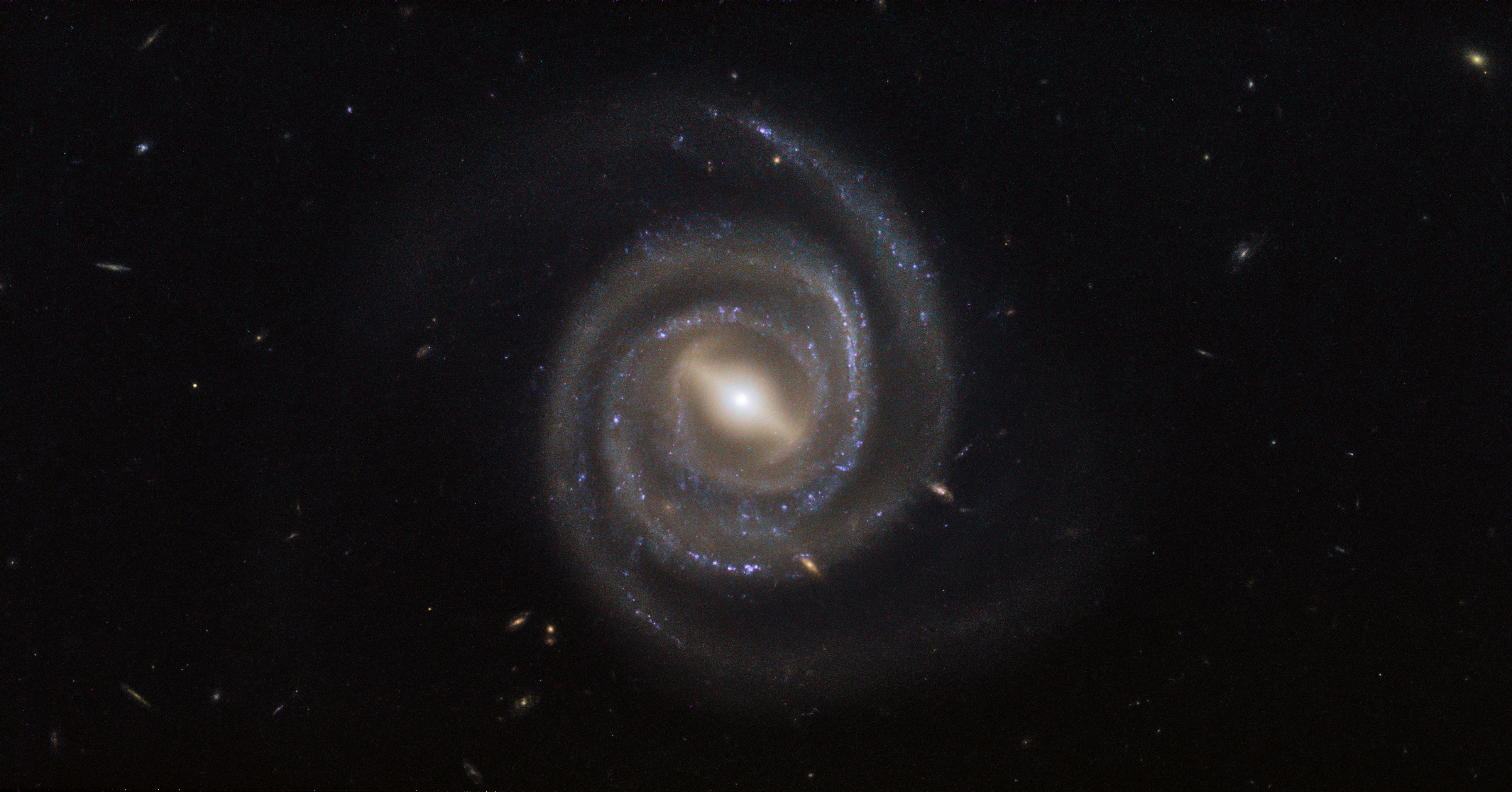
UGC 6093 está clasificada como una galaxia activa, lo que significa que alberga un núcleo galáctico activo.

Durante mucho tiempo se ha argumentado que un AGN debe ser alimentado por acrecimiento de masa sobre agujeros negros masivos (106 a 1010 veces la masa solar). Los AGN son compactos y extremadamente luminosos. La acreción puede potencialmente dar una conversión muy eficiente de energía potencial y cinética en radiación, y un agujero negro masivo tiene una alta luminosidad de Eddington, y como resultado, puede proporcionar la alta luminosidad persistente observada. Actualmente se cree que existen agujeros negros supermasivos en los centros de la mayoría de las galaxias masivas, si no de todas, ya que la masa del agujero negro se correlaciona bien con la dispersión de velocidad del bulbo galáctico (la relación M-sigma) o con la luminosidad del bulbo. Así pues, se esperan características similares a las del AGN siempre que el suministro de material para la acreción se produzca dentro de la esfera de influencia del agujero negro central.

### Disco de acreción
En el modelo estándar de AGN, el material frío cercano a un agujero negro forma un disco de acreción. Los procesos disipativos en el disco de acreción transportan la materia hacia el interior y el momento angular hacia el exterior, a la vez que provocan el calentamiento del disco de acreción. El espectro esperado de un disco de acreción alcanza su máximo en la banda de ondas ópticas-ultravioletas; además, por encima del disco de acreción se forma una corona de material caliente que puede dispersión Compton inversa. [hasta energías de rayos X. La radiación del disco de acreción excita el material atómico frío cercano al agujero negro y éste, a su vez, irradia en determinadas líneas de emisión. Una gran fracción de la radiación del AGN puede quedar oscurecida por el gas interestelar y el polvo cercanos al disco de acreción, pero (en una situación de estado estacionario) se volverá a irradiar en alguna otra banda de onda, muy probablemente la infrarroja.

### Jets relativistas
.

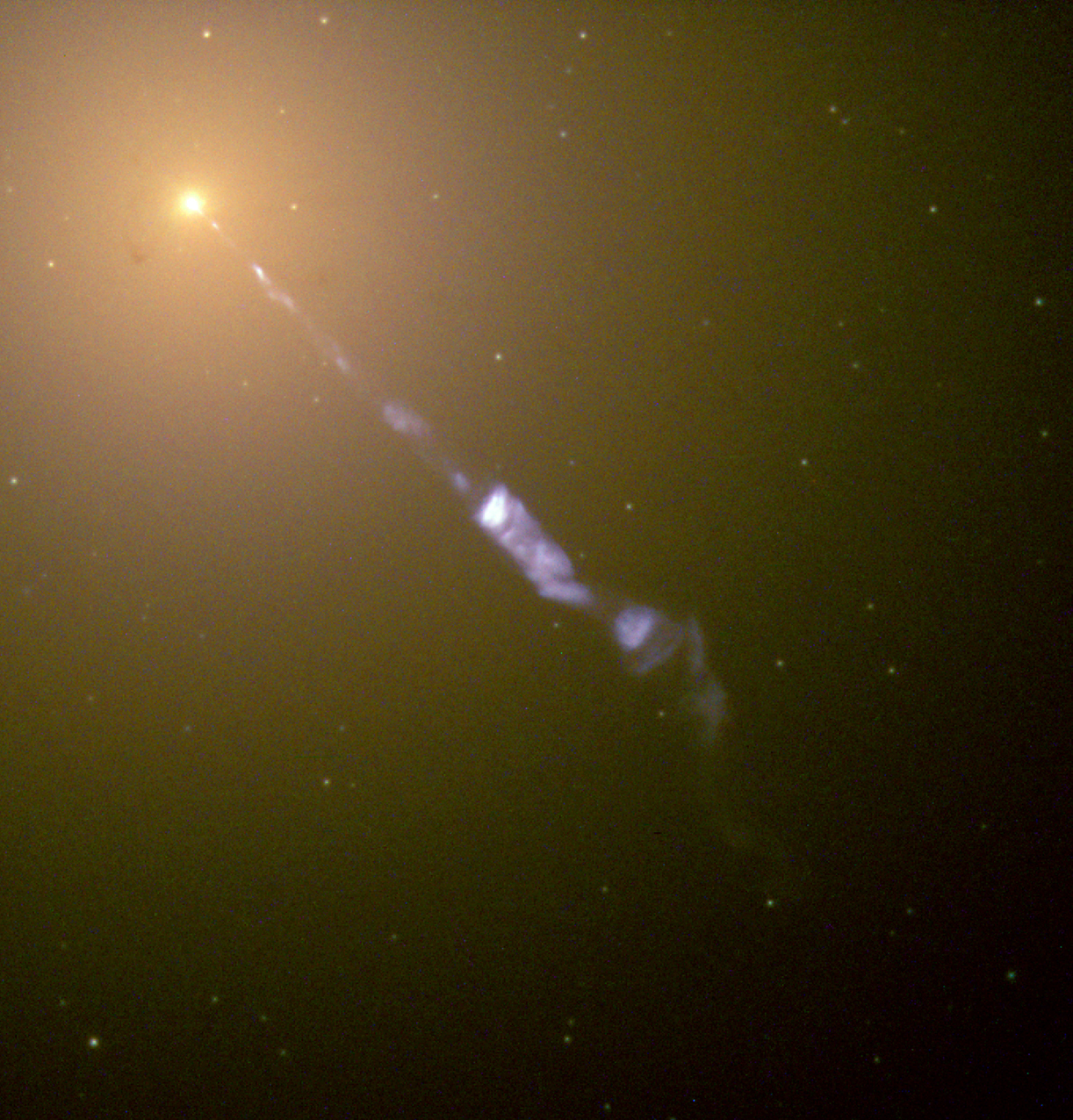
Imagen tomada por el Telescopio Espacial Hubble de un chorro de 5000años luz de longitud expulsado de la activa galaxia M87. La radiación sincrotrón azul contrasta con la luz estelar amarilla de la galaxia anfitriona

Algunos discos de acreción producen chorros de salida gemelos, muy  colimados y rápidos, que emergen en direcciones opuestas desde cerca del disco. La dirección de eyección del chorro viene determinada por el eje de momento angular del disco de acreción o por el eje de espín del agujero negro. En la actualidad no se conoce el mecanismo de producción de los chorros ni su composición a escalas muy pequeñas debido a que la resolución de los instrumentos astronómicos es demasiado baja. Los chorros tienen sus efectos observacionales más evidentes en la banda de ondas de radio, donde puede utilizarse la interferometría de muy larga base para estudiar la radiación sincrotrón que emiten a resoluciones de escalas sub-parsec. Sin embargo, irradian en todas las bandas de ondas, desde la de radio hasta la gama de rayos gamma, a través del sincrotrón y del proceso de dispersión Compton inversa, por lo que los chorros AGN son una segunda fuente potencial de cualquier radiación observada en el continuo.

### AGN radiativamente ineficientes
Existe una clase de soluciones "radiativamente ineficientes" a las ecuaciones que gobiernan la acreción. Existen varias teorías, pero la más conocida es la del  Flujo de acreción dominado por la advección (ADAF). En este tipo de acreción, que es importante para tasas de acreción muy por debajo del límite de Eddington, la materia que se acreta no forma un disco delgado y, en consecuencia, no radia eficientemente la energía que adquirió al acercarse al agujero negro. La acreción radiativamente ineficaz se ha utilizado para explicar la falta de radiación intensa de tipo AGN de agujeros negros masivos en los centros de galaxias elípticas en cúmulos, donde de otro modo podríamos esperar altas tasas de acreción y luminosidades correspondientemente altas. Se esperaría que los AGN radiativamente ineficientes carecieran de muchos de los rasgos característicos de los AGN estándar con disco de acreción.

## Características observacionales
No existe una única firma observacional de un AGN. La siguiente lista cubre algunas de las características que han permitido identificar sistemas como AGN.
- Emisión de continuo óptico nuclear. Es visible siempre que haya una visión directa del disco de acreción. Los chorros también pueden contribuir a este componente de la emisión AGN. La emisión óptica depende de la longitud de onda en forma de ley de potencia.
- Emisión infrarroja nuclear. Es visible siempre que el disco de acreción y su entorno quedan ocultos por el gas y el polvo próximos al núcleo y se vuelven a emitir ("reprocesamiento"). Al tratarse de una emisión térmica, puede distinguirse de cualquier emisión relacionada con el chorro o el disco.
- Líneas de emisión ópticas anchas. Proceden de material frío cercano al agujero negro central. Las líneas son anchas porque el material emisor gira alrededor del agujero negro a gran velocidad, lo que provoca una serie de desplazamientos Doppler de los fotones emitidos.
- Líneas de emisión ópticas estrechas. Proceden de material frío más distante, por lo que son más estrechas que las líneas anchas.
- Emisión de radio continuo. Se debe siempre a un chorro. Muestra un espectro característico de la radiación sincrotrón.
- Emisión de rayos X continuos. Puede proceder tanto de un chorro como de la corona caliente del disco de acreción a través de un proceso de dispersión: en ambos casos muestra un espectro power-law. En algunos AGN radiosilenciosos hay un exceso de emisión de rayos X blandos además de la componente de ley de potencia. El origen de los rayos X blandos no está claro en la actualidad.
- Emisión de líneas de rayos X. Es el resultado de la iluminación de elementos pesados fríos por el continuo de rayos X que causa fluorescencia de líneas de emisión de rayos X, la más conocida de las cuales es la característica del hierro alrededor de 6,4 keV. Esta línea puede ser estrecha o ancha: líneas de hierro ensanchadas relativísticamente puede utilizarse para estudiar la dinámica del disco de acreción muy cerca del núcleo y, por tanto, la naturaleza del agujero negro central.

## Resumen
Los núcleos activos de galaxia se pueden resumir de forma general en la siguiente tabla:
| Tipo de Galaxia | Núcleo Activo | Líneas de Emisión | Líneas de Emisión | Rayos X    | Exceso de  | Exceso de | Fuente de Radio | Jets       | Variable | Radio loud |
| Tipo de Galaxia | Núcleo Activo | Delgada           | Ancha             | Rayos X    | UV         | IR lejano | Fuente de Radio | Jets       | Variable | Radio loud |
| --------------- | ------------- | ----------------- | ----------------- | ---------- | ---------- | --------- | --------------- | ---------- | -------- | ---------- |
| Normal          | No            | Débil             | No                | Débil      | No         | No        | No              | No         | No       | No         |
| Starburst       | No            | Sí                | No                | Algo       | No         | Sí        | Débil           | No         | No       | No         |
| Seyfert I       | Sí            | Sí                | Sí                | Parcial[†] | Parcial[†] | Sí        | Débil           | No         | Sí       | No         |
| Seyfert II      | Sí            | Sí                | No                | Parcial[†] | Parcial[†] | Sí        | Débil           | Sí         | Sí       | No         |
| Cuásar          | Sí            | Sí                | Sí                | Parcial[†] | Sí         | Sí        | Parcial[†]      | Parcial[†] | Sí       | 10%        |
| Blazar          | Sí            | No                | Sí[†]             | Sí         | Sí         | No        | Sí              | Sí         | Sí       | Sí         |
| BL Lac          | Sí            | No                | Débil             | Sí         | Sí         | No        | Débil           | Sí         | Sí       | Sí         |
| Cuásar OVV      | Sí            | No                | Fuerte[‡]         | Sí         | Sí         | No        | Fuerte          | Sí         | Sí       | Sí         |
| Radiogalaxia    | Sí            | Sí[†]             | Sí[†]             | Parcial[†] | Parcial[†] | Sí        | Sí              | Sí         | Sí       | Sí         |

[†] Algunas
[‡] En mayor medida que las BL Lac